# 黑帶鸚竺鯛
黑帶鸚竺鯛（学名：Ostorhinchus nigrofasciatus），又稱黑带天竺鲷、黑帶鸚天竺鯛，为輻鰭魚綱鉤頭魚目天竺鲷科鸚竺鲷属的鱼类。分布於印度太平洋區，從紅海、東非至土阿莫土群島，北起日本南部，南至新喀里多尼亞海域，深度3至50公尺，本魚體呈橢圓形，體稍側扁，頭大、眼大、口大且斜裂，頜齒細小，前鰓蓋骨邊緣有鋸齒，鰓蓋骨後緣棘不發達，體被弱櫛鱗，體色米白色至淡黃色，體側中央具三條黑色寬縱帶，背鰭2個，尾鰭叉形，背鰭硬棘8枚、背鰭軟條9枚、臀鰭硬棘2枚、臀鰭軟條8枚，體長可達10公分，棲息在礁石平臺與水淺的潟湖，夜間活動，屬肉食性，以小型底棲的無脊椎動物為食，繁殖期時，雄魚具有口孵習性，卵約7日化成仔魚，由雄魚吐出，具短暫的仔魚飄浮期，生活習性不明。。该物种的模式产地在Bikini、Atoll、马绍尔群岛。